# Sylvains-lès-Moulins
Sylvains-lès-Moulins es una comuna nueva francesa situada en el departamento de Normandía, de la región de Eure.

## Historia
Fue creada el 1 de enero de 2016, en aplicación de una resolución del prefecto de Normandía de 14 de octubre de 2015 con la unión de las comunas de Sylvains-lès-Moulins y Villalet, pasando a estar el ayuntamiento en la antigua comuna de Sylvains-lès-Moulins.

## Demografía
| Gráfica de evolución demográfica de Sylvains-les-Moulins entre 1800 y 2014 |
|                                                                            |

Los datos entre 1800 y 2014 son el resultado de sumar los parciales de las dos comunas que forman la nueva comuna de Sylvains-lès-Moulins, cuyos datos se han cogido de 1800 a 1999, para las comunas de Sylvains-lès-Moulins y Villalet de la página francesa EHESS/Cassini. Los demás datos se han cogido de la página del INSEE.

## Composición
| Comuna               | Código INSEE | Población (2013) | Superficie (km²) | Densidad (hab./km²) |
| -------------------- | ------------ | ---------------- | ---------------- | ------------------- |
| Sylvains-lès-Moulins | 27693        | 1207             | 23.88            | 51                  |
| Villalet             | 27688        | 88               | 2.36             | 37                  |